# Unione Sportiva Anconitana 1972-1973
Questa voce raccoglie le informazioni riguardanti l'Unione Sportiva Anconitana nelle competizioni ufficiali della stagione 1972-1973.

## Rosa
| N. |                   | Ruolo | Calciatore             |
| -- | ----------------- | ----- | ---------------------- |
|    | Italia (bandiera) | P     | Massimiliano Barbadori |
|    | Italia (bandiera) | A     | Giancarlo Bellisari    |
|    | Italia (bandiera) |       | Boccacini              |
|    | Italia (bandiera) | D     | Giuseppe Bonvicini     |
|    | Italia (bandiera) | C     | Nicola Bovari          |
|    | Italia (bandiera) | D     | Bruno Bussolari        |
|    | Italia (bandiera) | A     | Francesco Caccia       |
|    | Italia (bandiera) | C     | Luigi Cantagalli       |
|    | Italia (bandiera) |       | Cantani                |
|    | Italia (bandiera) | D     | Massimo Capoccia       |
|    | Italia (bandiera) | A     | Loris Caselunghe       |
|    | Italia (bandiera) | P     | Ivan Chiarini          |
|    | Italia (bandiera) | D     | Maurizio De Paolis     |

| N. |                   | Ruolo | Calciatore           |
| -- | ----------------- | ----- | -------------------- |
|    | Italia (bandiera) |       | Ferri                |
|    | Italia (bandiera) | C     | Antonio Ferrone      |
|    | Italia (bandiera) |       | Giugno               |
|    | Italia (bandiera) | C     | Claudio Lanciaprima  |
|    | Italia (bandiera) | D     | Rossano Marinelli    |
|    | Italia (bandiera) | A     | Gianmaria Pesenti    |
|    | Italia (bandiera) | C     | Antonio Petraccini   |
|    | Italia (bandiera) |       | Pieroni              |
|    | Italia (bandiera) | A     | Vittorio Schifilliti |
|    | Italia (bandiera) | C     | Luciano Serra        |
|    | Italia (bandiera) | D     | Piernicola Troli     |
|    | Italia (bandiera) |       | Ventura              |
|    | Italia (bandiera) |       | Zannini              |